# Голдман, Джейкоб
Джейкоб (Яков) «Джек» Голдман (англ. Jacob Goldman; 18 июня 1921, Бруклин, Нью-Йорк — 20 декабря 2011, Уэстпорт) — американский физик и предприниматель, основатель исследовательской лаборатории Xerox PARC. 

## Биография
Родился в семье еврейских иммигрантов из Российской Империи — ювелира Соломона Гольдмана и Сары Гольдштейн. Учился в Иешива-университете. После работал в энергетической компании Westinghouse, преподавал в Университете Карнеги-Меллона.
С 1955 года работал в компании Ford, где руководил исследовательской лабораторией.
В Университете Пенсильвании получил степень доктора философии по физике. Его специализацией в физике было  явление магнетизма.
В 1968 году был принят в Xerox из Ford Motor старшим вице-президентом по исследованиям и разработкам. За пять лет его работы в этой должности исследовательский бюджет компании вырос с 60 до 165 млн долларов. 
В 1970 году Голдман добился основания исследовательского центра для перспективных разработок, которые, могут принести плоды лет через несколько лет . В течение следующих лет в центре Xerox PARC был создан целый ряд технологий, все еще применяющихся в компьютерной отрасли — от лазерного принтера до языка ориентированного программирования и первого в мире текстового редактора, отвечающего принципам WYSIWIG. 
В 1975 году в PARC разработали концепцию интерфейса пользователя с меню и управлением мышью. Эта концепция легла в основу интерфейсов практически всех современных операционных систем, включая системы Microsoft и Apple.
Голдман ушёл из Xerox в 1982 году и с тех пор занимался частными инвестициями Наиболее известен как основатель и руководитель научно-исследовательского центра Xerox PARC в Пало-Альто. Был директором лаборатории компании Форд Мотор.
Умер 20 декабря 2011 года в Уэстпорте, штат Коннектикут, в возрасте 90 лет.